# Simfonijska poema
Simfonijska poema ili tonska poema je komad orkestarske muzike, obično u jednom neprekidnom stavu, koji ilustruje ili evocira sadržaj poeme, kratke priče, romana, slike, pejzaža ili drugog (ne muzičkog) izvora. Smatra se da je nemački izraz Tondichtung (tonska pesma) prvi put upotrebio kompozitor Karl Lou 1828. godine. Mađarski kompozitor Franz List prvi je primenio termin Symphonische Dichtung na svojih 13 dela u ovom smislu.
Iako se mnoge simfonijske poeme mogu upoređivati po veličini i razmerama sa simfonijskim stavovima (ili čak dostići dužinu cele simfonije), one se razlikuju od tradicionalnih klasičnih simfonijskih stavova, jer njihova muzika ima za cilj da podstakne slušaoce da zamisle ili razmotre scene, slike, specifične ideje ili raspoloženja, a ne (nužno) da se usredsrede na praćenje tradicionalnih obrazaca muzičke forme kao što je sonatna forma. Ova namera da nadahne slušaoce bila je direktna posledica romantizma, koji je podstakao književne, slikovne i dramske asocijacije u muzici. Prema muzikologu Hjuu Makdonaldu, simfonijska poema je ispunila tri estetska cilja 19. veka: povezivala je muziku sa spoljnim izvorima; često je kombinovala ili kompresovala više stavova u jednu glavnu sekciju; i podigala je instrumentalnu programsku muziku na estetski nivo koji bi se mogao smatrati ekvivalentnim ili višim od opere. Simfonijska poema ostala je popularan oblik kompozicije od 1840-ih godina do dvadesetih godina 20. veka, kada su kompozitori počeli da napuštaju žanr.
Neka klavirska i kamerna dela, poput gudačkog seksteta Arnolda Šenberga Prosvetljena noć, imaju sličnosti sa simfonijskim pesmama u svojoj ukupnoj nameri i efektu. Međutim, termin simfonijska poema je opšteprihvaćen da se odnosi na orkestarska dela. Simfonijska pesma može biti samostalna (kao one Riharda Štrausa) ili može biti deo serije kombinovane u simfonijsku svitu ili ciklus. Na primer, Labud iz Tuonele (1895) tonska je pesma iz svite Leminkejnen Jana Sibeliusa, a Vltava (Moldau) Bedžiha Smetane deo je šestodelnog ciklusa Ma vlast.
Iako su pojmovi simfonijska poema i tonska poema često korišćeni naizmenično, neki kompozitori poput Riharda Štrausa i Jana Sibelijusa preferirali su potonji izraz za svoja dela.

## Zaleđina
Smatra se da je prvu upotrebu nemačkog izraza Tondichtung (tonska poema) izvršio Karl Lou, i to ne za orkestarsko delo već za njegov komad za solo klavir, Mazepa, op. 27 (1828), baziran na istoimenoj poemi Lorda Bajrona, napisanoj dvanaest godina pre nego što je List istu temu orkestarski tretirao.
Muzikolog Mark Bonds sugeriše da je u drugoj četvrtini 19. veka budućnost simfonijskog žanra izgledala neizvesno. Iako su mnogi kompozitori nastavili da pišu simfonije tokom 1820-ih i 30-ih, „postojao je sve veći osećaj da su ova dela estetski daleko inferiornija od Betovenovih .... Pravo pitanje nije bilo toliko da li bi simfonije još uvek mogle biti pisane, već da li bi žanr mogao da nastavi da cveta i raste". Feliks Mendelson, Robert Šuman i Nils Gade postigli su uspehe svojim simfonijama, stavljajući barem privremenu tačku na raspravu da li je žanr mrtav. Uprkos tome, kompozitori su počeli da istražuju „kompaktniji oblik“ koncertne uvertire „... kao sredstvo u kome se spajaju muzičke, narativne i piktoralne ideje“. Primeri su Mendelsonove uvertire „San letnje noći“ (1826) i „Hebridi“ (1830).
Između 1845. i 1847. godine, belgijski kompozitor Sezar Frank napisao je orkestarski komad zasnovan na pesmi Viktora Iga Ce qu'on entend sur la montagne. Delo pokazuje karakteristike simfonijske pesme, a neki muzikolozi, poput Normana Demuta i Juliena Tirsota, smatraju ga prvim u ovom žanru, prethodeći Listovim kompozicijama. Međutim, Frank nije objavio niti izveo svoj komad; niti se upustio u definisanje žanra. Listova odlučnost da istraži i promoviše simfonijsku poemu stekla mu je priznanje kao pronalazača žanra.

## List
Mađarski kompozitor Franc List je želio da proširi dela sa jednim stavom izvan forme koncertne uvertire. Muzika uvertira treba da podstakne slušaoce da zamišljaju scene, slike ili raspoloženja. List je nameravao da kombinuje te programske osobine sa skalom i muzičkom složenošću koja je obično rezervisana za početni pokret klasičnih simfonija. Početni pokret, sa njegovom interakcijom kontrastnih tema pod sonatnom formom, obično se smatrao najvažnijim delom simfonije. Da bi postigao svoje ciljeve, Listu je bila potrebna fleksibilnija metoda razvijanja muzičkih tema nego što bi to dozvolila sonatna forma, ali ona koja bi sačuvala sveukupno jedinstvo muzičke kompozicije.
List je svoj metod pronašao kroz dve kompozicione prakse, koje je koristio u svojim simfonijskim pesmama. Prva praksa bila je ciklična forma, postupak koji je uspostavio Betoven, u kojem su određeni pokreti ne samo povezani, već zapravo odražavaju sadržaj jedan drugog. List je poveo Betovenovu praksu korak dalje, kombinujući odvojene stavove u cikličnu strukturu jednog stava. Mnoga Listova zrela dela slede ovaj obrazac, a Les Preludes je jedan od najpoznatijih primera. Druga praksa bila je tematska transformacija, vrsta varijacije u kojoj se jedna tema menja, ne u srodnu ili sporednu temu, već u nešto novo, odvojeno i nezavisno. Kao što je muzikolog Hju Makdonald pisao o Listovim delima u ovom žanru, namera im je bila „da prikažu tradicionalnu logiku simfonijske misli;“, odnosno da prikažu uporedivu složenost u međusobnom delovanju muzičkih tema i tonskog „pejzaža“ sa onima romantičarske simfonije.
Tematska transformacija, poput cikličnog oblika, sama po sebi nije bila ništa novo. Ranije su ga koristili Mozart i Hajdn. U završnom delu svoje Devete simfonije, Betoven je temu „Oda radosti“ transformisao u turski marš. Veber i Berlioz takođe su transformisali teme, a Šubert je koristio tematsku transformaciju da poveže stavove svoje Vanderer fantazije, dela koje je imalo ogroman uticaj na Lista. Međutim, List je usavršavao stvaranje znatno dužih formalnih struktura isključivo tematskom transformacijom, ne samo u simfonijskim pesmama, već i u drugim delima kao što su njegov Drugi klavirski koncert i njegova Klavirska sonata u B-molu. Zapravo, kada je neko delo trebalo da se skrati, List je težio da preseče delove konvencionalnog muzičkog razvoja i sačuva delove tematske transformacije.
Dok su Lista donekle inspirisale ideje Ričarda Vagnera u objedinjavanju ideja drame i muzike kroz simfonijsku poemu, Vagner je Listovom konceptu dao samo ravnodušnu podršku u svom eseju O simfonijskim poemama Franza Lista iz 1857. godine, i kasnije je u potpunosti raskinuo sa Listovim Vajmarskim krugom zbog njihovih estetskih ideala.

## Literatura
- Barnes, Harold,. „Borodin, Alexander Porfir'yevich”. The New Grove Dictionary of Music and Musicians. ISBN 0-333-23111-2. (London: Macmillan, 1980), 20 vols.
- Bonds, Mark Evan,. „Symphony: II. 19th century,”. The New Grove Dictionary of Music and Musicians, Second Edition. ISBN 0-333-60800-3. (London: Macmillan, 2001), 29 vols. .
- Brown, David (2002). Mussorgsky: His Life and Works. Oxford University Press. ISBN 0-19-816587-0. (Oxford and New York:, 2002).
- Clapham, John, ed. Stanley Sadie,. „Dvořák, Antonin”. The New Grove Dictionary of Music and Musicians. ISBN 0-333-23111-2. (London: Macmillan, 1980), 20 vols.
- Clapham, John, ed. Stanley Sadie,. „Smetana, Bedřich”. The New Grove Dictionary of Music and Musicians. ISBN 0-333-23111-2. (London: Macmillan, 1980), 20 vols.
- Fallon, Daniel M. and Sabina Teller Ratner, ed. Stanley Sadie,. „Saint-Saëns, Camille”. The New Grove Dictionary of Music and Musicians, Second Edition. ISBN 0-333-60800-3. (London: Macmillan, 2001), 29 vols.
- Hepokoski, James, ed. Stanley Sadie,. „Sibelius, Jean”. The New Grove Dictionary of Music and Musicians, Second Edition. ISBN 0-333-60800-3. (London: Macmillan, 2001), 29 vols.
- Larue, Jan and Eugene K. Wolf, ed. Stanley Sadie,. „Symphony: I. 18th century,”. The New Grove Dictionary of Music and Musicians, Second Edition. ISBN 0-333-60800-3. (London: Macmillan, 2001), 29 vols. .
- Kennedy, Michael, (1985). „Absolute Music", "Program Music" and "Symphonic Poem”. The Oxford Dictionary of Music. Oxford University Press. ISBN 0-19-311333-3. (Oxford and New York:, 1986, 1985).
- Latham, Allison, ed. Allison Latham, (2002). „Symphonie Fantastique”. The Oxford Companion to Music. Oxford University Press. ISBN 0-19-866212-2. (Oxford and New York:, 2002).
- Macdonald, Hugh, ed Stanley Sadie,. „Symphonic Poem”. The New Grove Dictionary of Music and Musicians. ISBN 0-333-23111-2. (London: Macmillan, 1980), 20 vols.
- Macdonald, Hugh, ed. Stanley Sadie,. „Transformation, thematic”. The New Grove Dictionary of Music and Musicians, Second Edition. ISBN 0-333-60800-3. (London: Macmillan, 2001), 29 vols.
- Maes, Francis, tr. Arnold J. Pomerans and Erica Pomerans. A History of Russian Music: From Kamarinskaya to. Berkeley, Los Angeles and London: University of California Press. ISBN 0-520-21815-9.. Babi Yar2002).
- Mueller, Rena Charin: Liszt's "Tasso" Sketchbook: Studies in Sources and Revisions, Ph. D. dissertation, New York University 1986.
- Murray, Michael, French Masters of the Organ: Saint-Saëns, Franck, Widor, Vierne, Dupré, Langlais, Messiaen (New Haven and London: Yale University Press, 1998).
- Orledge, Robert, ed. Stanley Sadie,. „Koechlin, Charles”. The New Grove Dictionary of Music and Musicians. ISBN 0-333-23111-2. (London: Macmillan, 1980), 20 vols.
- Sadie, Stanley, ed. Stanley Sadie,. „Opera: I. General”. The New Grove Dictionary of Music and Musicians. ISBN 0-333-23111-2. (London: Macmillan, 1980), 20 vols.
- Schonberg, Harold C., The Great Conductors (New York: Simon and Schuster, 1967). Library of Congress Catalog Card Number 67-19821.
- Searle, Humphrey, ed Stanley Sadie,. „Liszt, Franz”. The New Grove Dictionary of Music and Musicians, First Edition. ISBN 0-333-23111-2. (London: Macmillan, 1980), 20 vols.
- Searle, Humphrey, ed. Alan Walker, "The Orchestral Works", Franz Liszt: The Man and His Music (New York: Taplinger Publishing Company, 1970). SBN 8008-2990-5
- Shulstad, Reeves, ed. Kenneth Hamilton,. „Liszt's symphonic poems and symphonies”. The Cambridge Companion to Liszt. Cambridge University Press. ISBN 0-521-64462-3. (Cambridge and New York:, 2005).  (paperback).
- Spencer, Jennifer, ed. Stanley Sadie,. „Lyadov, Anatol Konstantinovich”. The New Grove Dictionary of Music and Musicians. ISBN 0-333-23111-2. (London: Macmillan, 1980), 20 vols.
- Spencer, Piers, ed. Allison Latham, (2002). „Symphonic poem [tone-poem]”. The Oxford Companion to Music. Oxford University Press. ISBN 0-19-866212-2. (Oxford and New York:, 2002).
- Temperley, Nicholas, ed. Stanley Sadie,. „Overture”. The New Grove Dictionary of Music and Musicians, Second Edition. ISBN 0-333-60800-3. (London: Macmillan, 2001), 29 vols.
- Ulrich, Homer, Symphonic Music: Its Evolution since the Renaissance (New York: Columbia University Press, 1952).
- Walker, Alan, (1989). Franz Liszt, Volume 2: The Weimar Years, 1848-1861. New York: Alfred A Knopf. ISBN 0-394-52540-X.
- Sadie, Stanley; Tyrrell, John (2001). The new Grove dictionary of music and musicians. ISBN 0-333-60800-3.
- Gillam, Bryan, "Strauss, Richard (Georg)."
- MacDonald, Hugh, "Symphonic poem."
- Encyclopedia.com: Program music
- Essentials of Music: Composers: Vivaldi
- Apollo's Fire (Cleveland Baroque Orchestra): Program Note for: Beethoven & Schubert in Vienna
- https://www.allmusic.com/work/c53893 AllMusicGuide Review of Alban Berg's Lyric Suite, for string quartet] by James Reel
- Amazon.com: Review of Alban Berg: Lyric Suite by Kronos Quarter with Dawn Upshaw
- Beethoven, Ludwig van (1905). “On His Own Works”. In Beethoven, the Man and the Artist, as Revealed in His own Words, edited by Friedrich Kerst. London: Gay and Bird. (archive from 5 March 2016; accessed 11 May 2020).
- Gifford, Katya (2012). "Richard Strauss: Biography". HumanitiesWeb.org (accessed 11 May 2020).
- McClary, Susan (1991). Feminine Endings: Music, Gender, and Sexuality. Minnesota: University of Minnesota Press. ISBN 0-8166-1898-4.
- McClary, Susan (1999). [потребан је пун навод].
- Perle, George (1985). The Operas of Alban Berg: Volume Two, Lulu. California: University of California Press. стр. 18–29. ISBN 0-520-06616-2.
- Scruton, Roger (2001). "Programme Music". The New Grove Dictionary of Music and Musicians, second edition, edited by Stanley Sadie and John Tyrrell. London: Macmillan Publishers.
- Junod, Philippe. "The New Paragone: Paradoxes and Contradictions of Pictorial Musicalism", in The Arts Entwined: Music and Painting in the Nineteenth Century, eds. M.L. Morton and P.L. Schmunk, p. 28–29
- Pérez-Sobrino, Paula B. 2014. "Meaning construction in verbomusical environments: Conceptual disintegration and metonymy" in . „Journal of Pragmatics”. v. 70: 130—151.

## Spoljašnje veze
- „Symphonic poem”.  (на језику: енглески). 26 (11 изд.). 1911.